# Lan Lixin
Lan Lixin (兰丽新S, Lán LíxīnP; 14 febbraio 1979) è un'ex mezzofondista cinese.

## Biografia
Il 18 ottobre 1997 a Shanghai corse i 1500 m piani in 3'53"97, all'epoca ottavo risultato al mondo, meglio di lei Qu Yunxia, Jiang Bo, Lang Yinglai, Wang Junxia, Tat'jana Kazankina, Yin Lili e Paula Ivan.

## Palmarès
| Anno | Manifestazione   | Sede     | Evento       | Risultato  | Prestazione | Note |
| ---- | ---------------- | -------- | ------------ | ---------- | ----------- | ---- |
| 1998 | Mondiali U20     | Annecy   | 1500 m piani | Oro        | 4'10"05     |      |
| 1998 | Mondiali U20     | Annecy   | 3000 m piani | 4ª         | 9'07"39     |      |
| 2001 | Mondiali indoor  | Lisbona  | 1500 m piani | Batteria   | 4'14"64     |      |
| 2001 | East Asian Games | Osaka    | 1500 m piani | Bronzo     | 4'21"81     |      |
| 2001 | Mondiali         | Edmonton | 1500 m piani | Semifinale | 4'11"09     |      |